# Mucuna macrophylla
Mucuna macrophylla är en ärtväxtart som beskrevs av Friedrich Anton Wilhelm Miquel. Mucuna macrophylla ingår i släktet Mucuna och familjen ärtväxter. Inga underarter finns listade i Catalogue of Life.